# Tomanowy Grzbiet

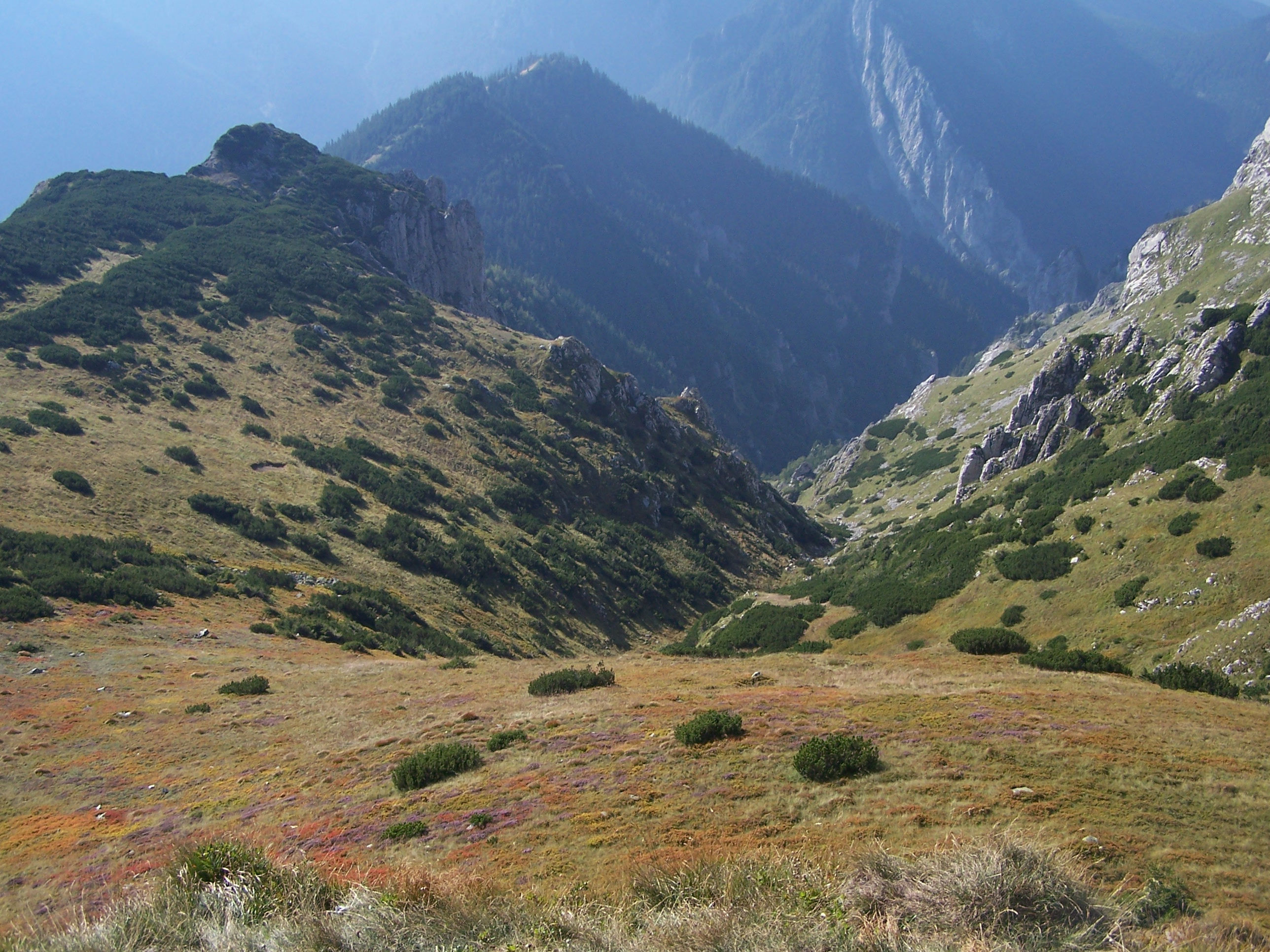
Tomanowy Grzbiet od północnej strony. W głębi zalesiony Smreczyński Żar

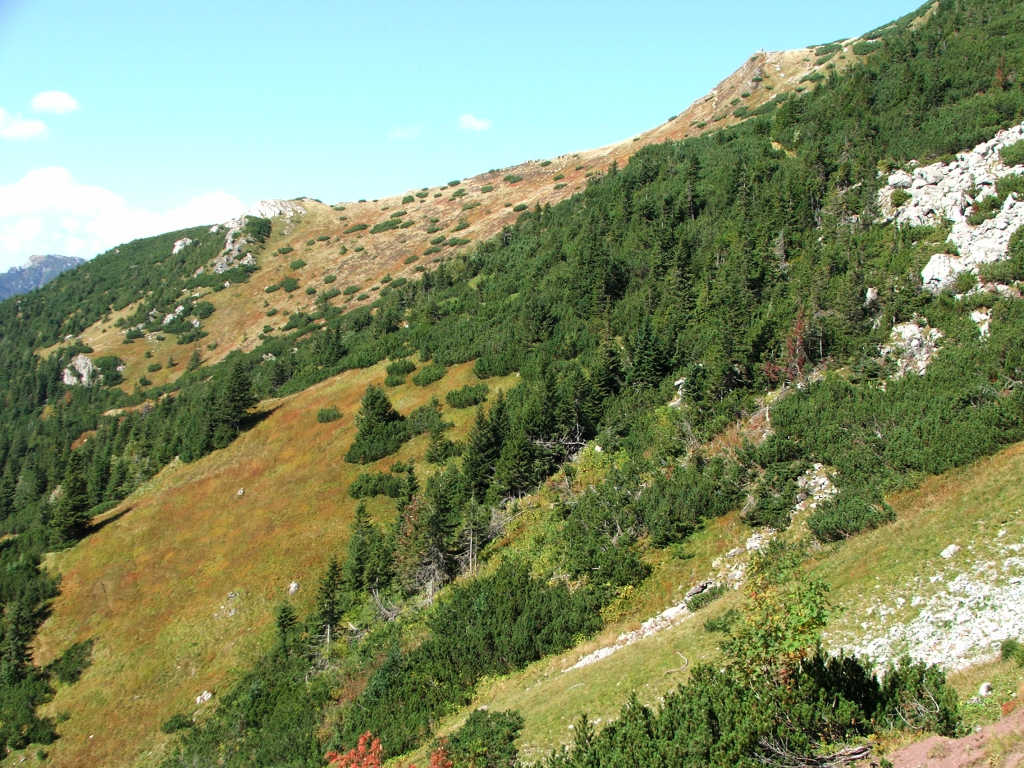
Tomanowy Grzbiet od strony południowej

Tomanowy Grzbiet – grzbiet górski w Tatrach Zachodnich, znajdujący się na zachodnich zboczach Ciemniaka. Wyrasta z Wysokiego Grzbietu około 300 m poniżej szczytu Ciemniaka. Początkowo jest tylko mało wyraźną grzędą, która opada w południowo-zachodnim kierunku, ale wkrótce zmienia kierunek na zachodni i staje się wyraźnym grzbietem. Tomanowy Grzbiet opada poprzez Kazalnicę (ok. 1760 m), Tomanowy Przechód (ok. 1740 m) i Niedźwiedzia (ok. 1660 m) do Wolarskiego Przechodu (ok. 1490 m). Jest górną częścią długiego grzbietu, który oddziela Dolinę Tomanową od Wąwozu Kraków. Dolną kontynuacją tego grzbietu poniżej Wolarskiego Przechodu jest Żar i Gubalec, a grzbiet kończy się Skałą Pisaną w Dolinie Kościeliskiej.
Południowe stoki Tomanowego Grzbietu opadają do Doliny Tomanowej, północne do górnej części Wąwozu Kraków zwanej Kamiennym Tomanowym.
Niegdyś były to tereny pasterskie Hali Tomanowej o znikomej wartości użytkowej. Bardzo ciekawa flora roślin tatrzańskich, m.in. różeniec górski, dębik ośmiopłatkowy, goździk okazały, mak alpejski, rojnik górski, lepnica bezłodygowa, wiele gatunków skalnic i goryczek. Tomanowy Grzbiet jest trawiasto-kamienisty i po zniesieniu pasterstwa stopniowo zarasta kosodrzewiną. W jego wapiennych i dolomitowych skałach dobrze rozwinięte są zjawiska krasowe, znajdują się w nim jaskinie, m.in. Jaskinia Zawaliskowa Tomanowa, Szczelina w Tomanowym Grzbiecie I, Szczelina w Tomanowym Grzbiecie III, Szczelina w Tomanowym Grzbiecie IV, Szczelina w Tomanowym Grzbiecie V, Szczelina w Tomanowym Grzbiecie VI, Mała Szczelina w Tomanowym Grzbiecie, Dziura pod Zawaliskiem i Dziura nad Zawaliskiem.

## Szlaki turystyczne
– zielony ze schroniska na Hali Ornak przez Dolinę Tomanową, a dalej przez Czerwony Żleb, Tomanowy Grzbiet i Wysoki Grzbiet na Chudą Przełączkę i dalej na szczyt Ciemniaka. Czas przejścia ze schroniska na Ciemniak: 3:40 h, ↓ 2:40 h.